# Leonel Ernesto García
Leonel García (Barranquilla, Atlántico, Colombia; 25 de abril de 1995) es un futbolista colombiano. Juega de delantero y su equipo actual es Unión Huaral de la Liga 2 de Perú.
Anteriormente jugó con el Atlético F.C. y con Itagüí Leones.

## Clubes
| Club                   | País     | Año         |
| ---------------------- | -------- | ----------- |
| Independiente Medellín | Colombia | 2011 - 2014 |
| Uniautonoma            | Colombia | 2015        |
| Barranquilla F.C.      | Colombia | 2016        |
| CD Centenario          | Panamá   | 2016 - 2018 |
| Atlético F. C.         | Colombia | 2019        |
| Itagüí Leones          | Colombia | 2020        |
| Cortuluá               | Colombia | 2021        |
| Unión Huaral           | Perú     | 2022 -      |